# Saprofagia

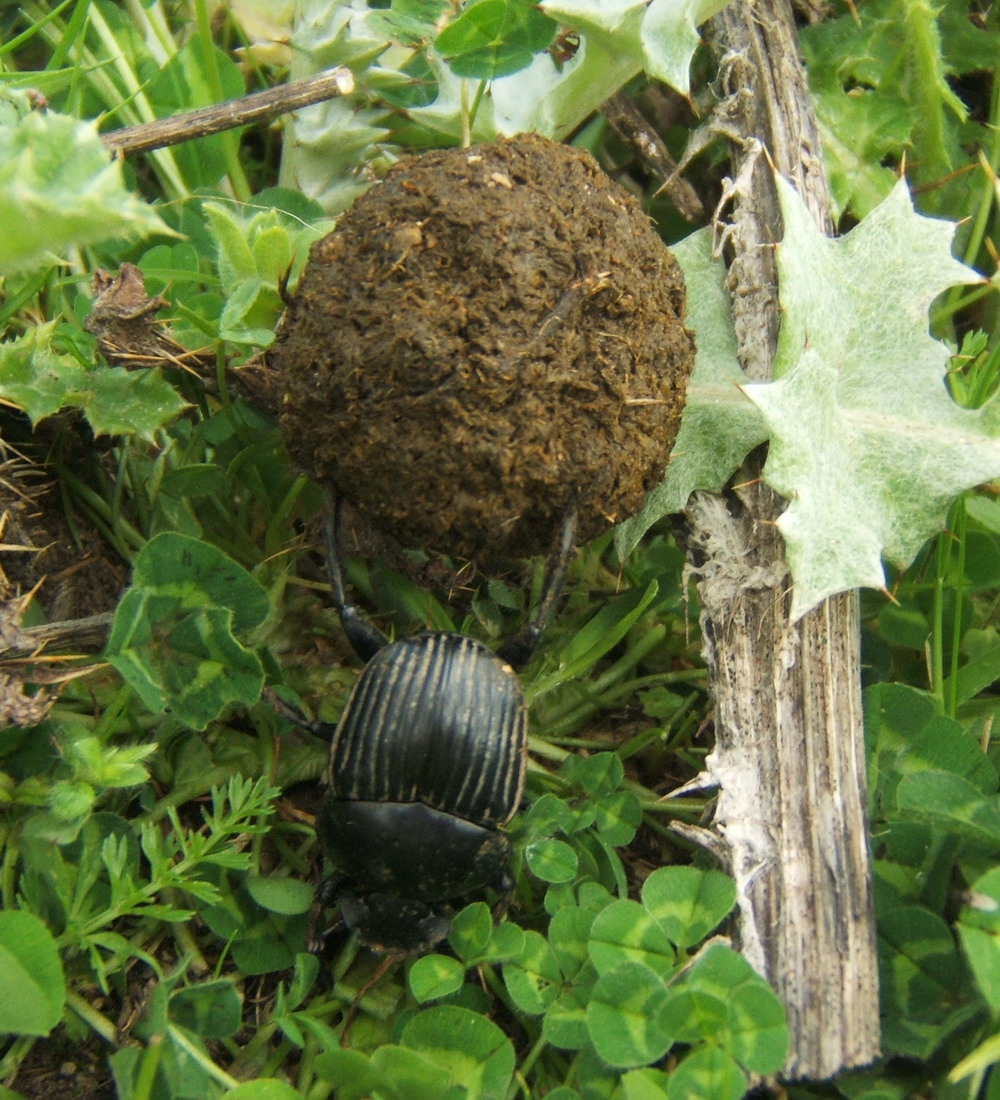
Uno Scarabeo stercorario (Scarabaeus laticollis) sposta una palla di escrementi.

La saprofagia indica un regime alimentare animale basato su materia organica animale o vegetale in avanzato stato di decomposizione. Può essere distinta in necrofagia (alimentazione basata su carcasse di animali), coprofagia (basata sull'assunzione di escrementi), detritivoria ed altre categorie ancora.

## Etimologia
Il termine saprofagia deriva dalle parole greche σαπρός (saprós, "marcio", "decomposto") e φαγος (phagos da φαγεῖν [phagein], "mangiare"). Gli animali che seguono questo regime alimentare sono detti saprofagi, saprobi o anche detritivori (quest'ultimo termine è in genere riferito solo ad animali di piccole dimensioni, come pesci, insetti o invertebrati in genere). Un'espressione informale usata spesso in senso equivalente è spazzino e sono classificati consumatori di terzo grado.

## Descrizione
I saprofagi sono distinguibili in due gruppi, a seconda che siano strettamente legati a questo tipo di alimentazione (tra gli uccelli ne è un esempio il grifone) oppure no (sempre tra gli uccelli, la poiana).
In ogni caso si tratta di organismi animali che intervengono negli ultimi anelli della catena alimentare e che concorrono, a vari livelli, a ritrasformare la materia organica in sostanze minerali che possono essere riutilizzate nel ciclo biologico dell'ecosistema.
La saprofagia non va confusa con il saprofitismo, che vede come soggetti esseri viventi non appartenenti al regno animale.

## Insetti saprofagi

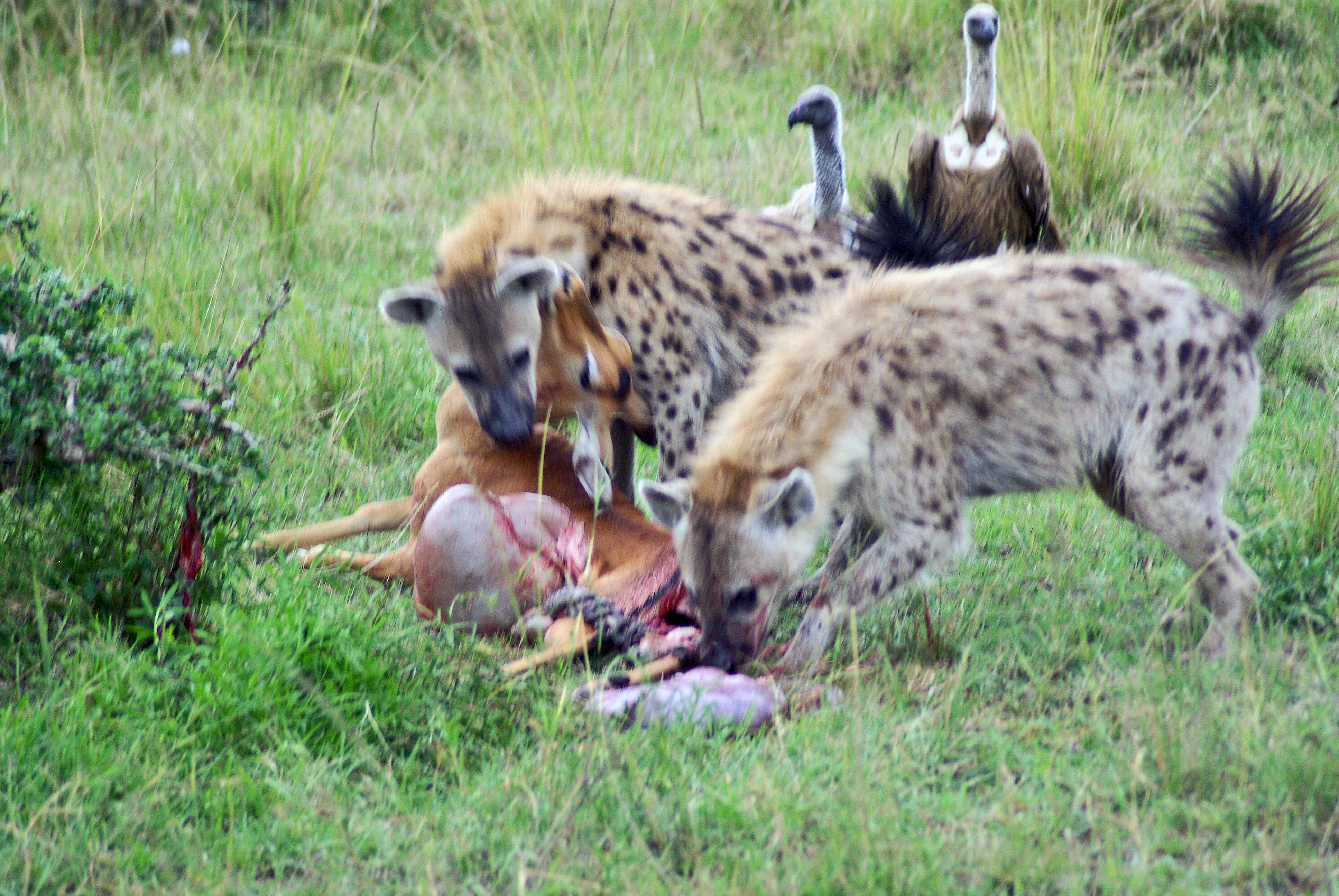
Le iene sono animali saprofagi per antonomasia; tendono a rubare le prede già uccise da altri carnivori. In questo caso, due iene macchiate, sebbene efficaci cacciatrici, hanno rubato una carcassa di impala a un ghepardo.

Tra gli insetti sono presenti numerose specie saprofaghe che svolgono un ruolo fondamentale nell'ecosistema.
Esse triturano e sminuzzano enormi quantità di materia organica morta, favorendo la successiva azione dei microrganismi decompositori.
Alcuni Insetti aggrediscono le carcasse di animali, come ad esempio i coleotteri silfidi e dermestidi e le larve di molte specie di ditteri, altri si nutrono invece del legno e delle foglie marcescenti, altri ancora di escrementi (soprattutto di mammiferi).
- Anoplotrupes stercorosus (ordine coleoptera, famiglia geotrupidae) si nutre di escrementi e carne in putrefazione.
- Nicrophorus spp. (ordine coleoptera) ricerca le carcasse di piccoli animali mediante il suo poderoso olfatto poi le nasconde sotto terra per poi nutrirsene.
- Sisyphus sp. (ordine Coleoptera, famiglia scarabaeidae) si nutre principalmente di escrementi.
- Sarcophaga carnaria (ordine diptera, famiglia sarcophagidae) depone le uova nella carne in putrefazione di cui si nutriranno le sue larve.